# 莞島郡

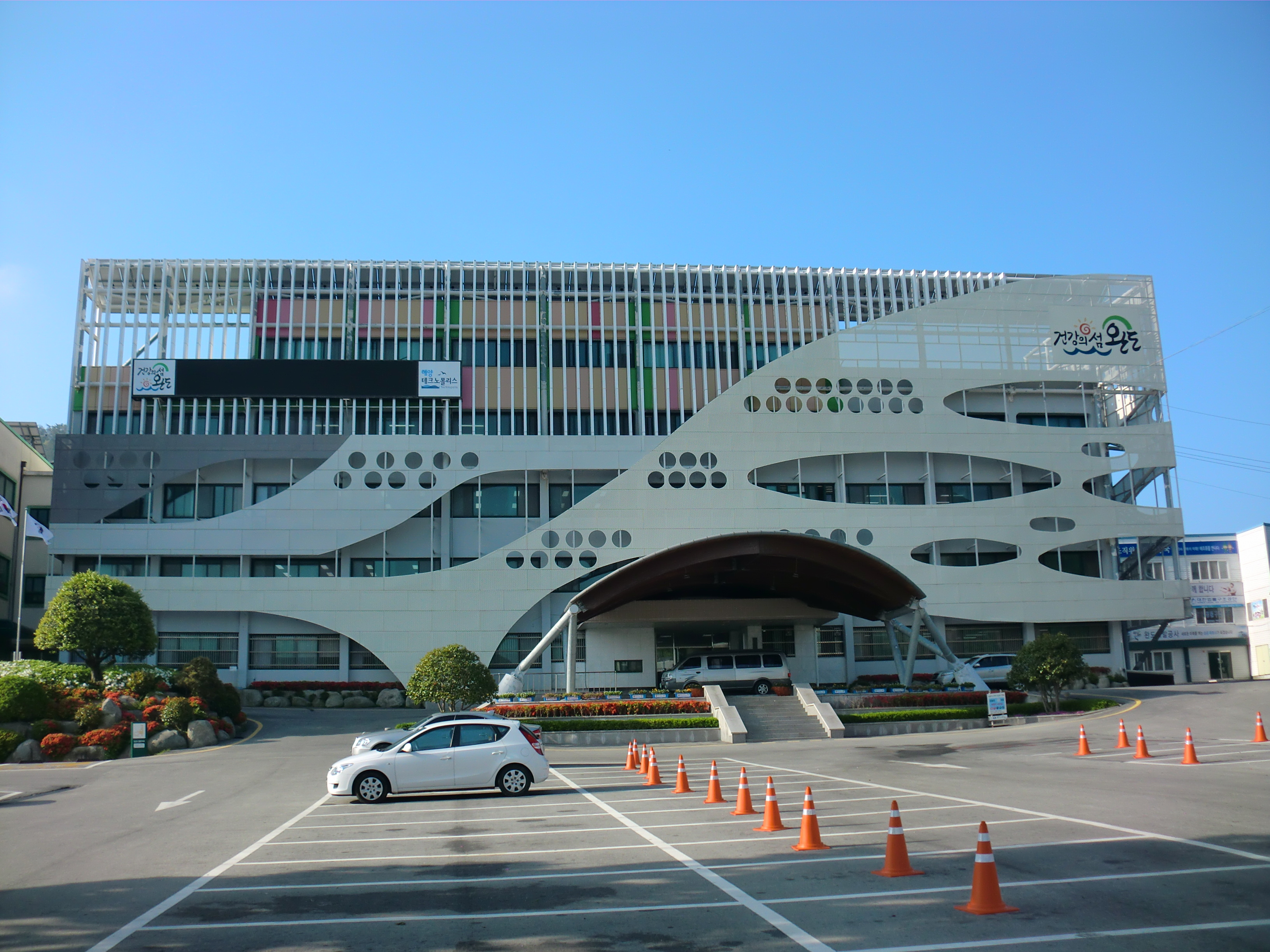
莞島郡庁

莞島郡（ワンドぐん）は、大韓民国全羅南道にある郡。

## 地理
朝鮮半島の最南端の海南郡の沖合にある諸島からなる郡で、265の島がある。海南半島は北西から吹く風を遮るため、島々とその周辺の気候は温暖な海洋性気候で、温帯常緑広葉樹林、塩性湿地、砂地、干潟、潮間帯など多様な生態系がある。2021年に周辺の海域を含めてユネスコの生物圏保護区に指定された。

## 歴史
- 1896年 - 霊岩郡・康津郡・海南郡・長興郡の各島嶼部を莞島郡として編成。
- 1914年4月1日 - 郡面併合により、金日面・金塘面・生日面が金日面に、蘆花面・甫吉面・芿島面が蘆花面に、農所面・南面・助薬面が古今面にそれぞれ統合。莞島郡のうち、得糧面が高興郡に編入、郡内面の駕牛島が康津郡に編入、甫吉面の三馬島が海南郡に編入、八禽面が務安郡に編入、楸子面が済州郡に編入。莞島郡に以下の面が成立。[3]（8面）
  - 莞島面・郡外面・古今面・薪智面・金日面・青山面・所安面・蘆花面
- 1921年4月1日 - 郡外面於仏島が海南郡松旨面に編入。（8面）
- 1943年10月1日 - 莞島面が莞島邑に昇格。[4]（1邑7面）
- 1949年4月 - 古今面助薬島を薬山面として分離。（1邑8面）
- 1962年1月27日 - 金塘島に金日邑金塘出張所を設置。
- 1969年2月1日 - 莞島橋（初代）開通。
- 1971年5月24日 - 生日島に金日面生日出張所を設置。
- 1973年 - 郡外面の一部が莞島邑に編入。
- 1980年12月1日（3邑6面）[5]
  - 金日面が金日邑に昇格。
  - 蘆花面が蘆花邑に昇格。
- 1982年10月1日 - 甫吉島に蘆花邑甫吉出張所を設置。
- 1983年9月24日 - 莞島橋（2代）開通。
- 1986年4月1日（3邑8面）
  - 金日邑金塘出張所が金塘面に昇格。
  - 蘆花邑甫吉出張所が甫吉面に昇格。
- 1989年4月1日 - 金日邑生日出張所が生日面に昇格。（3邑9面）
- 2012年3月29日 - 莞島大橋開通。

## 気候
- 最高気温極値36.3℃（2004年8月14日）
- 最低気温極値-10.7℃（1977年2月17日）

| 莞島郡の気候                                                | 莞島郡の気候 | 莞島郡の気候 | 莞島郡の気候  | 莞島郡の気候  | 莞島郡の気候  | 莞島郡の気候  | 莞島郡の気候   | 莞島郡の気候  | 莞島郡の気候  | 莞島郡の気候 | 莞島郡の気候 | 莞島郡の気候 | 莞島郡の気候     |
| 月                                                          | 1月          | 2月          | 3月           | 4月           | 5月           | 6月           | 7月            | 8月           | 9月           | 10月         | 11月         | 12月         | 年               |
| ----------------------------------------------------------- | ------------ | ------------ | ------------- | ------------- | ------------- | ------------- | -------------- | ------------- | ------------- | ------------ | ------------ | ------------ | ---------------- |
| 最高気温記録 °C （°F）                                      | 19.5 (67.1)  | 20.0 (68)    | 23.0 (73.4)   | 27.6 (81.7)   | 31.9 (89.4)   | 31.9 (89.4)   | 36.2 (97.2)    | 36.9 (98.4)   | 34.0 (93.2)   | 29.9 (85.8)  | 24.4 (75.9)  | 20.2 (68.4)  | 36.9 (98.4)      |
| 平均最高気温 °C （°F）                                      | 6.3 (43.3)   | 8.3 (46.9)   | 12.6 (54.7)   | 17.9 (64.2)   | 22.5 (72.5)   | 25.4 (77.7)   | 28.3 (82.9)    | 29.8 (85.6)   | 26.6 (79.9)   | 21.6 (70.9)  | 15.2 (59.4)  | 8.8 (47.8)   | 18.6 (65.5)      |
| 日平均気温 °C （°F）                                        | 2.7 (36.9)   | 3.9 (39)     | 7.8 (46)      | 12.9 (55.2)   | 17.6 (63.7)   | 21.2 (70.2)   | 24.7 (76.5)    | 26.0 (78.8)   | 22.3 (72.1)   | 16.9 (62.4)  | 10.8 (51.4)  | 4.9 (40.8)   | 14.3 (57.7)      |
| 平均最低気温 °C （°F）                                      | −0.4 (31.3)  | 0.2 (32.4)   | 3.6 (38.5)    | 8.5 (47.3)    | 13.4 (56.1)   | 17.9 (64.2)   | 22.1 (71.8)    | 23.2 (73.8)   | 19.0 (66.2)   | 13.0 (55.4)  | 7.0 (44.6)   | 1.4 (34.5)   | 10.7 (51.3)      |
| 最低気温記録 °C （°F）                                      | −10.2 (13.6) | −10.7 (12.7) | −6.9 (19.6)   | −0.9 (30.4)   | 5.1 (41.2)    | 9.9 (49.8)    | 16.5 (61.7)    | 13.9 (57)     | 11.0 (51.8)   | 2.1 (35.8)   | −2.9 (26.8)  | −10.2 (13.6) | −10.7 (12.7)     |
| 降水量 mm （inch）                                          | 34.0 (1.339) | 52.6 (2.071) | 103.7 (4.083) | 141.7 (5.579) | 147.0 (5.787) | 207.2 (8.157) | 257.2 (10.126) | 238.8 (9.402) | 176.4 (6.945) | 73.0 (2.874) | 62.7 (2.469) | 37.2 (1.465) | 1,531.5 (60.295) |
| 平均降水日数 （≥0.1 mm）                                    | 8.0          | 7.6          | 8.9           | 8.9           | 9.3           | 11.5          | 13.5           | 11.8          | 9.7           | 5.8          | 7.8          | 8.3          | 111.1            |
| % 湿度                                                      | 65.1         | 64.0         | 64.3          | 65.8          | 70.8          | 79.5          | 85.0           | 82.6          | 77.2          | 69.3         | 68.6         | 66.6         | 71.6             |
| 平均月間日照時間                                            | 149.0        | 161.6        | 189.6         | 203.7         | 214.3         | 162.3         | 150.4          | 175.5         | 167.6         | 206.5        | 162.0        | 149.9        | 2,092.4          |
| 出典：韓国気象庁 (平均値：1991年-2020年、極値：1971年-現在) |              |              |               |               |               |               |                |               |               |              |              |              |                  |

## 行政

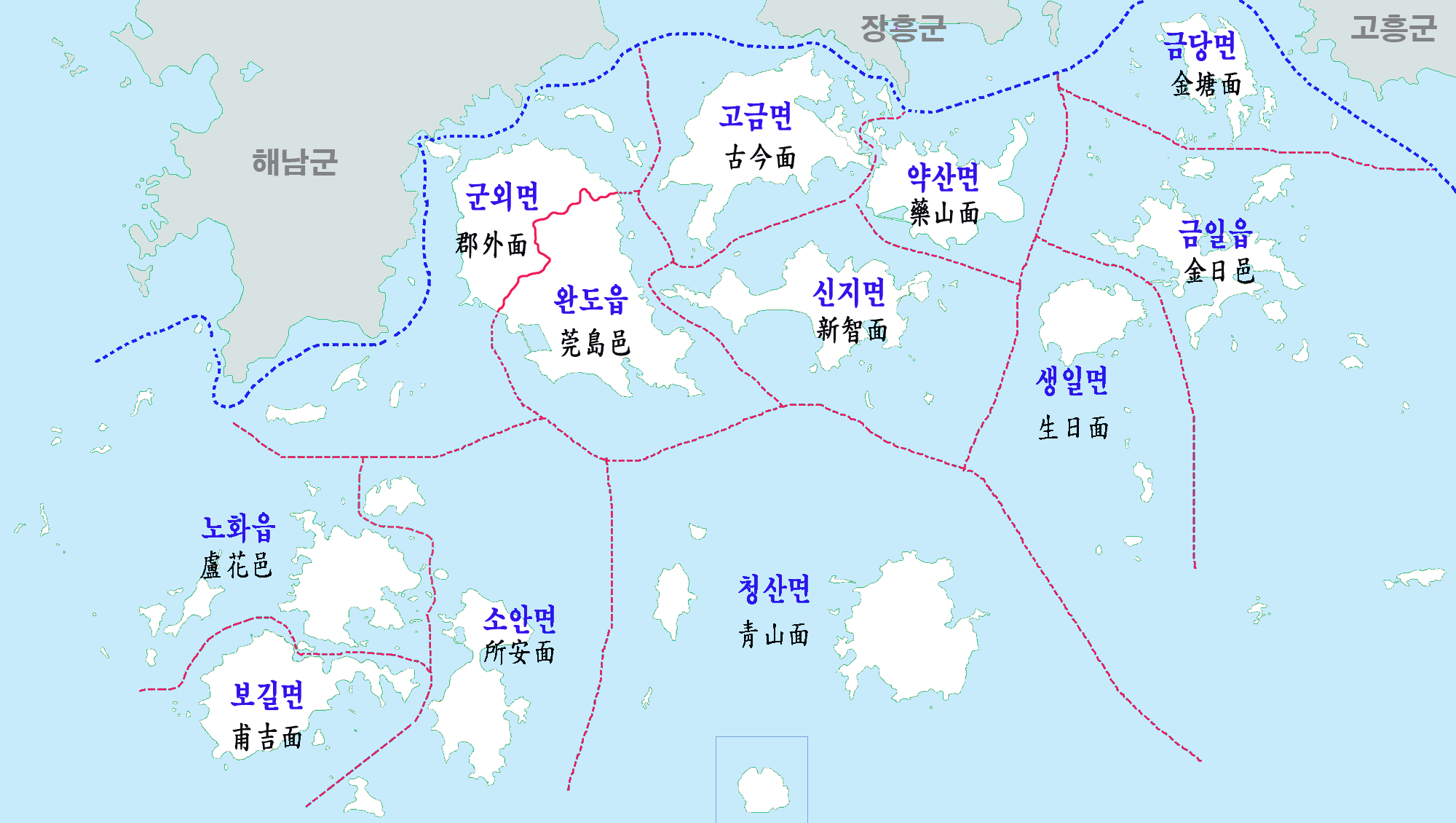
行政区域図

### 行政区域
| 邑・面 | 法定里                                                                                             |
| ------ | -------------------------------------------------------------------------------------------------- |
| 莞島邑 | 加用里、郡内里、大新里、大也里、望石里、長佐里、正道里、竹青里、中道里、花興里                     |
| 金日邑 | 桐栢里、沙洞里、新亀里、月松里、長円里、荘亭里、尺峙里、忠東里、花木里                             |
| 芦花邑 | 古幕里、久石里、都庁里、東泉里、登山里、新良里、梨布里、忠道里、内里、防西里                       |
| 金塘面 | 駕鶴里、陸山里、車牛里                                                                             |
| 生日面 | 金谷里、鳳仙里、柳西里                                                                             |
| 甫吉面 | 芙黄里、礼松里、亭子里、中桶里                                                                     |
| 郡外面 | 唐仁里、大門里、仏目里、三斗里、新鶴里、永豊里、院洞里、黄津里                                     |
| 古今面 | 駕橋里、農桑里、徳洞里、徳岩里、道南里、鳳鳴里、上亭里、細洞里、青龍里、回龍里                     |
| 薬山面 | 冠山里、得岩里、牛頭里、蔵龍里、海東里                                                             |
| 薪智面 | 大谷里、東皐里、松谷里、新里、新上里、月陽里                                                       |
| 青山面 | 菊山里、堂洛里、道清里、東村里、復興里、上洞里、新興里、陽仲里、邑里、池里、清渓里、茅島里、麗瑞里 |
| 所安面 | 駕鶴里、唐寺里、孟仙里、美羅里、榧子里、梨月里、珍山里、横看里                                     |

### 警察
- 莞島警察署

### 消防
- 海南消防署
  - 莞島119安全センター

## 出身人物
- 千容宅 - 政治家。
- 金瑛録 - 政治家。
- 林哲佑 - 小説家。
- 金奉準 - ボクサー。
- 崔京周 - ゴルファー。
- ウィ・ハジュン - 俳優。
- ソニュル（UP10TION）

## 経済
水産業が発達した、典型的な漁村地域である。アサクサノリやコンブなど海藻類の養殖業が盛んであり、特にコンブは韓国生産量の70%を占める。またこのような特性を利用して海洋バイオ産業を育成している。鉱業は蝋石の生産が多く、22万トンが生産されており、主な産地は芦花邑である。